# Adelssitz Sallehen
Der abgegangene Adelssitz Sallehen lag in Dünzling, heute einem Gemeindeteil des niederbayerischen Marktes Bad Abbach im Landkreis Kelheim. Die ursprüngliche Burganlage lag 225 m südsüdwestlich der Ortskirche St. Martin. Die Reste der als Festes Haus bezeichneten Anlage werden als „untertägige Befunde im Bereich des mittelalterlichen bzw. frühneuzeitlichen Adelssitzes ‚Sallehen‘ in Dünzling“ unter der Aktennummer D-2-7138-0199 als Bodendenkmal im Bayernatlas aufgeführt.

## Beschreibung
Dies war der Fronhof des Klosters St. Emmeram, des größten Grundbesitzers von Dünzling. Nach einem St. Emmeraner Rotulus von 1031 umfasst das Anwesen sechs Huben. In dem Salbuch von 1136 wird das Gut als „datz Hof“ bezeichnet, auf dem auch die heute abgegangene Kirche St. Johannis mit zugehörigem Bestattungsplatz stand. Das Anwesen bzw. der St. Johannishof war als festes Haus konzipiert und war 1488 auch im „Reishilfsgeldverzeichnis“ der Herrschaft Abensberg verzeichnet (die Abensberger übten hier die Vogteirechte aus); in dem Grund- und Einkommensbuch des Klosters St. Emmeram von 1506 ist von einem „Sytz“ die Rede. Zu Beginn des 20. Jahrhunderts wurde beim Abbruch des zu dem Gutskomplex gehörenden zweistöckigen Wohnhauses „sehr viel römisches Material“ gefunden; damit waren Buckelquader gemeint, die nur beim Burgenbau Verwendung gefunden hatten.

## Geschichte
Das mit dem Gutshof belehnte Adelsgeschlecht nannte sich „vom (zum) Hofe“. Das erste urkundlich belegte Mitglied war ein Konrad vom Hofe und wird Anfang des 14. Jahrhunderts genannt. 1407 übergibt Albrecht vom Hofe alle seine Güter an das Kloster St. Emmeram mit Ausnahme des Grubhofes, den seine Mutter weiterhin innehaben sollte. 1413 sitzt ein Konrad vom Hof auf einem Gericht in Dünzling, der vielleicht identische Konrad vom Hof, Landrichter zu Haidau, übergibt 1428 „die Hofstatt samt Wiesen, Äckern und Holz, das alles Sallehen ist auf dem Hof von Tutzling, genannt zum Hof“. Der nächste Lehensträger ist der „edle und vest Gebhard Tuntzlinger zu Tuntzling“. Dieser war ein Ministeriale der Abensberger und erscheint zwischen 1453 und 1478 als Siegler mehrerer Urkunden, als Salmann und als Gerichtsbeisitzer. Nach dessen Tod geht das Anwesen an Hans Giessinger, von dem das Kloster das Lehen zurückkauft, den Besitz teilt und an verschiedene Bauern vererbrechtet.  